# Ramzan Kadirov
Ramzan Ahmatovič Kadirov ([Рамзан Ахматович Кадыров] Napaka: {{Jezik-xx}}: neveljaven parameter: |p= (pomoč); čečensko Къадар Ахьмат-кӏант Рамзан, latinizirano: Q̇adar Aẋmat-khant Ramzan, [qʼɑːdɑːr ɑːʜmɑːt k’ɑːnt rɑːmzɑːn]), rusko-čečenski politik, voditelj Čečenske republike, generalpodpolkovnik ruske vojske in bivši član čečenskega gibanja za neodvisnost, * 5. oktober 1976, Centaroj, Čečensko-inguška ASSR, Ruska SFSR, Sovjetska zveza.